# Taijirō Amazawa
Taijirō Amazawa (天沢 退二郎, Amazawa Taijirō), né le 21 juillet 1936 à Tokyo et mort le 25 janvier 2023 à Inage-ku dans la ville de Chiba, est un poète, traducteur et théoricien  de la littérature japonais.

## Biographie
Amazawa étudie à partir de 1956 avec le critique de film et romaniste Shigehiko Hasumi à l'université de Tokyo. De 1964 à 1966, il poursuit ses études à l'université de Paris. Amazawa enseigne la littérature française médiévale en mettant l'accent sur l'épopée du Graal et le cercle des mythes autour du Roi Arthur. Il est également traducteur de la poésie française médiévale, entre autres de Chrétien de Troyes, Marie de France, Jean Renart, Rutebeuf, Adam de la Halle, Robert de Clari, Jean de Joinville, Philippe de Commynes, Charles Perrault, Julien Gracq et François Villon. Il est cofondateur de la revue Kyoku.
Il se fait connaître en 1957 avec un livre sur l'univers poétique du poète Miyazawa Kenji, sur lequel il rédige vers 1968 une étude très appréciée. Il publie deux recueils de poésie dans les années 1960 et se tourne dans les années 1970 de plus en plus vers la poésie en prose. En 1985, Amazawa est lauréat du prix Jun Takami pour Jigoku nite («地獄》にて), en 2001 du prix Yomiuri de littérature dans la catégorie poésie et de l'Ordre du Mérite sur ruban pourpre Yūmei gūrinka (幽明偶輪歌). En 2009, il devient membre de l'Académie japonaise des arts et l'année suivante est décoré de l'Ordre du Trésor sacré.